# Jacqueline Fraysse

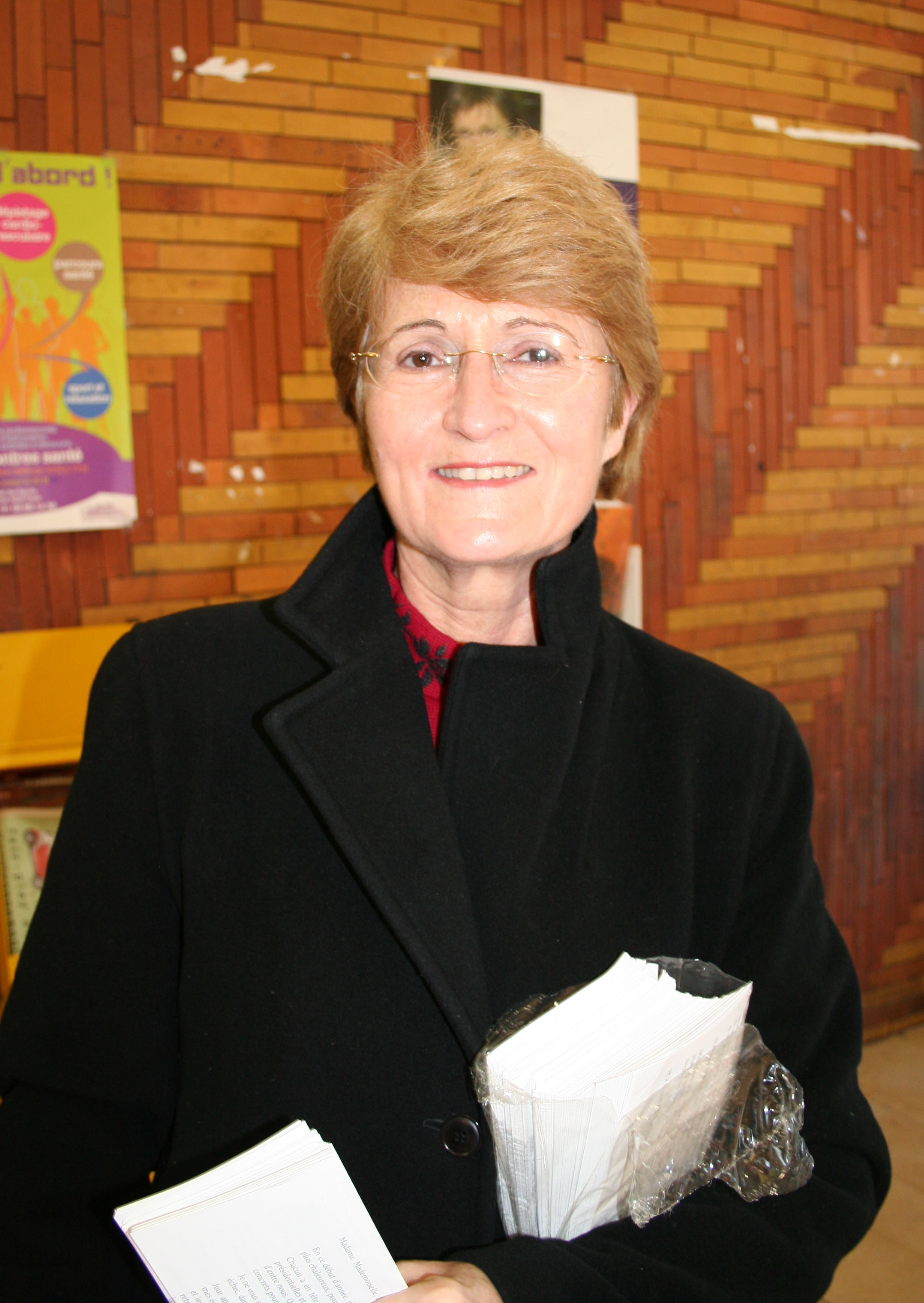
Jacqueline Fraysse 2007

Jacqueline Fraysse-Cazalis (* 25. Februar 1947 in Paris) ist eine französische Kardiologin und Politikerin.  Sie ist Mitglied der  Kommunistischen Partei Frankreichs und war Abgeordnete in der Nationalversammlung.
Fraysse wuchs im 12. Arrondissement in Paris auf. Ihre Eltern Louis Fraysse und Élise Lasserre waren beide Journalisten.
Am 26. März 2002 leitete Fraysse in ihrer Funktion als Bürgermeisterin eine Sitzung des Stadtrats von Nanterre, als Richard Durn das Feuer auf die Stadträte eröffnete und acht von ihnen tötete und neunzehn verletzte (Massaker von Nanterre).

## Studium und Berufsausbildung
Nach dem Besuch von Schulen in Nanterre studierte sie an der Faculté de médecine de Paris. Das Studium schloss sie mit dem Diplom und dem Doktor der Medizin ab; eine Facharztausbildung als Kardiologin schloss sich an.

## Berufliche Laufbahn
Fraysse begann ihre Berufstätigkeit als Kardiologin in Nanterre; danach arbeitete sie, ebenfalls als Kardiologin, am städtischen Gesundheitszentrum  in Argenteuil. Im Herbst 2012 ließ sie sich berenten.

## Politische Laufbahn
1971 wurde sie auf der Liste der kommunistischen Partei in den Gemeinderat von Nanterre gewählt; 1976 in den Generalrat des Kanton Nanterre-Nord.
Bei den Wahlen von 1978 wurde sie im Siebten Wahlkreis von Hauts-de-Seine, zu dem  die Gemeinden Nanterre und Suresnes gehören, zum ersten Mal in die französische Nationalversammlung gewählt. 1981 wurde sie erneut im selben Wahlkreis gewählt. Sie spezialisiert sich nun innerhalb des (damaligen) Parlamentsausschusses für Kultur, Familie und Soziales auf Themen der Hygiene, Gesundheit, Frauenarbeit und Beschäftigung von Kindern und Jugendlichen, ferner zur Lage von Ausländern.
1986 wurde sie zur Senatorin für den Wahlkreis Hauts-de-Seine gewählt (wiedergewählt 1995). Sie schloss sich dort der Fraktion Groupe communiste an (Bezeichnung ab 1995 Groupe communiste, républicain et citoyen, kurz CRC) und arbeitete zunächst im Rechtsausschuss, später im Sozialausschuss mit.
Am 26. Mai 1988 wurde sie zum ersten Mal vom Gemeinderat von Nanterre zur Bürgermeisterin gewählt. Ihr Vorgänger war  Yves Saudmond.
Nachdem sie bei der Wahl vom 1. Juni 1997 für den 4. Wahlkreis Hauts-de-Seine in die Nationalversammlung gewählt worden war, gab sie ihr Mandat für den Senat zurück. Bei der Wahl zur Nationalversammlung vom 16. Juni 2002 wurde sie erneut gewählt. Sie schloss sich der Fraktion Kommunistische Gruppe an, die 2007 in der neuen Fraktion  Gauche démocrate et républicaine aufging.
Am 26. März 2002 leitete Fraysse in ihrer Eigenschaft als Bürgermeisterin eine Sitzung des Stadtrats von Nanterre. Der Attentäter Richard Durn, der anschließend Selbstmord beging, zog eine Schusswaffe, erschoss acht Stadträte und verletzte 19 andere, davon 14 schwer (Massaker von Nanterre).
Am 17. Oktober 2004 trat sie von ihrem Amt  als Bürgermeisterin zurück, blieb aber Stadträtin und Abgeordnete der Nationalversammlung. Der Stadtrat wählte Patrick Jarry zu ihrem Nachfolger. Sie bestritt einen Zusammenhang zwischen ihrem Rücktritt und dem Drama von 2002. Man brauche jemand an der Spitze der Verwaltung, der sich den   Herausforderungen in Gegenwart und Zukunft für Nanterre mit ganzer Kraft widmen könne, insbesondere auch im Hinblick auf die weitere Entwicklung der Axe Historique.
Im März 2010 trat sie aus der Kommunistischen Partei aus, zur selben Zeit wie die meisten aus der Bewegung communistes unitaires um Patrick Braouezec und schloss sich der  Fédération pour une alternative sociale et écologique an, die ihrerseits im Juni 2011 Teil des Wahlbündnisses Front de Gauche wurde. Sie beteiligte sich in Nanterre an der Gründung  von  Gauche Citoyenne, einer linksalternativen Bewegung, deren  Organisationsform vom Weltsozialforum inspiriert war.
Am 17. Juli 2012 wurde Fraysse erneut in die Nationalversammlung gewählt. Im Parlament schloss sie sich der Fraktion  Gauche démocrate et républicaine (GDR) an, in der sich die kommunistische Partei, die Front de gauche und weitere Abgeordnete zusammengeschlossen hatten.
Im März 2014 endete ihr Mandat als Gemeinderätin von Nanterre; sie wurde vom Gemeinderat aufgrund ihrer 15-jährigen Amtszeit als Bürgermeisterin zur Ehrenbürgermeisterin ernannt.
Bei der Wahl zur Nationalversammlung 2017 hat sie nicht mehr kandidiert.

## Privatleben
Am 8. Mai 1976 heiratete sie Claude Gauché Cazalis, der 2012 verstarb. Aus der Ehe gingen zwei Kinder hervor.
Der Sohn Gilles Gauché-Cazalis ist ebenfalls seit 2008 im Stadtrat von Nanterre.